# Expoziția Tinerimii artistice din anul 1907
Expoziția Tinerimii artistice din anul 1907 a fost cea de a șasea manifestare expozițională a Societății Tinerimea artistică. Deschiderea ei s-a făcut în primăvara anului 1907 la Ateneul Român din București și i-a avut ca principali actori pe Constantin Aricescu, Ipolit Strâmbulescu, Kimon Loghi, Ștefan Popescu, Arthur Verona, Nicolae Grant, Nicolae Vermont, Gheorghe Petrașcu, Frederic Storck, Ștefan Luchian, Dimitrie Paciurea și Oscar Späthe. Au fost invitați pentru prima oară sculptorii Constantin Brâncuși și Dimitrie Paciurea.

## Deschiderea manifestării
1907 a fost anul a celor mai mari răscoale țărănești și în București mitingurile de solidaritate ale muncitorilor cu țăranii erau la ordinea zilei. În luna martie, Tinerimea artistică a deschis expoziția anuală de la Ateneul Român. Ziarele și revistele bucureștene au elogiat deschiderea manifestării, cu toate că se știa că din cauza evenimentelor sociale, cumpărătorii nu se vor înghesui la achiziții.  Au fost invitați pentru prima oară sculptorii Constantin Brâncuși și Dimitrie Paciurea.

## Lucrări și participanți
Au participat la eveniment 30 de artiști, membri ai societății și un număr mare de începători. Participanți și lucrări expuse:
- Dimitrie Paciurea - Fragmental, studiu de om și Bustul fratelui său, actorul Paciurea.[1]
- Gabriel Popescu - un studiu de bătrân, bustul lui Jean-Paul Laurens după Auguste Rodin și un autoportret.[1]
- Constantin Brâncuși - un cap de copil și Portret de uvrier.[1]
- George Mărculescu - a expus șapte lucrări. Remarcată a fost Femeie dormind.[1]
- Ștefan Popescu - a participat cu peisaje din Franța și România cu o cromatică unitară aurie, plină de distincție și melancolie.[1]
- Gheorghe Petrașcu - a venit cu o serie de peisaje de toamnă. Remarcate au fost Vedere din curtea de la Câmpulung și Case în Assouan.[1]
- Jean Alexandru Steriadi - a expus un singur tablou intitulat Femei din Chioggia.[1]
- Cecilia Cuțescu-Storck - un studiu de nud și un portret de copil.[1]
- Arthur Verona - a participat cu o serie de tablouri ale căror tematică era despre munca câmpului și cu Portret în albastru și Vederea Mănăstirii Cozia.[1]
- Ștefan Luchian - a pus pe simeze acuarele, autoportretul său plin de melancolie interioară și două tipuri de femei pe terasă și în interior.[1]
- Kimon Loghi, Constantin Artachino cu flori (crizanteme), Ipolit Strâmbulescu cu tematică grigoresciană, Nicolae Grant cu multe flori.[1]
- Nicolae Vermont - a prezentat tablouri mici.[1]
- Frederic Storck - cu bustul pianistului George Boskoff, profilul dlui Mincu și o statuetă care înfățișa o femeie.[1]
- Oscar Späthe - a avut o serie de busturi, remarcabil fiind considerat de cronica de artă cel al dlui Pavelescu.[1]
- Nicolae Grigorescu - cu un portret de fată blondă.[1]

Sculpturi care au fost prezente la Expoziția Tinerimii artistice din anul 1907
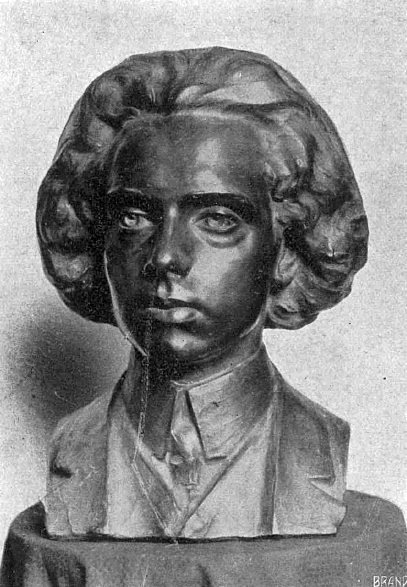
Portretul pianistului George Boskoff [ Frederic Storck ]
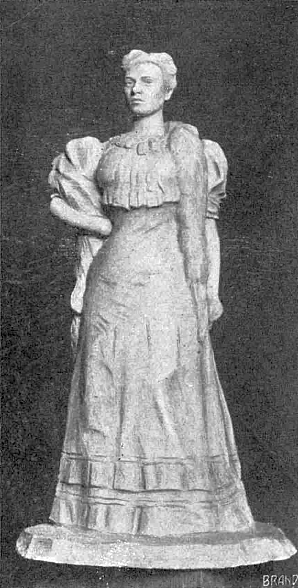
Statuetă [ Frederic Storck ]
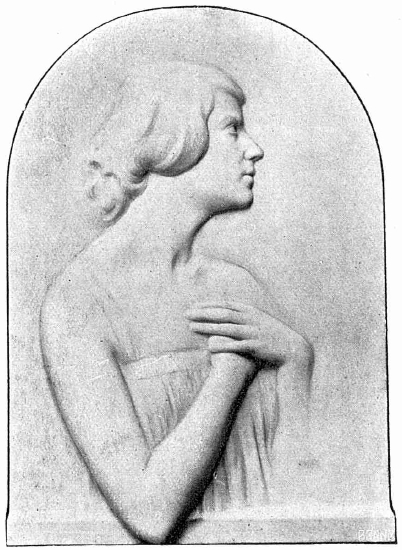
Basorelief - Evlavie [ Oscar Späthe ]
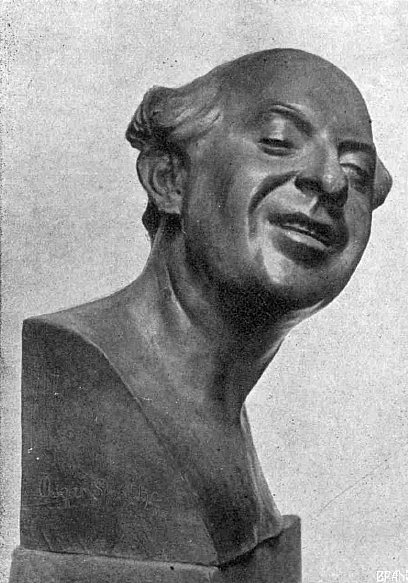
Hermes [ Oscar Späthe ]

Presa elogioasă a subliniat inițiativa expozițională a Tinerimii, spunând că artiștii participanți au dovedit că sunt „adevărați artiști", că ei au făcut „artă de dragul artei" și că numai în acest fel pot realiza „creatii nemuritoare". Presa oficială a făcut puține comentarii și a trecut sub tăcere faptul că pe simeze erau picturi cu tematici inspirate din viața celor fără posibilități de trai. Lucrările de acest fel au fost mai numeroase ca la ultimele două expoziții. Pe de altă parte, aceeași presă obedientă autorității, a insistat asupra „valorii” unor picturi idilice semnate de Ipolit Strâmbu și Kimon Loghi. Apreciind eforturile unor participanți la expoziție care au prezentat teme idilice rurale, oficialitatea a pus la dispoziția societății fonduri pentru achiziții și a lăsat societatea să aleagă ea lucrările și să stabilească prețurile. Această decizie a creat numeroase nemulțumiri și chiar și o plecare temporară din societate a lui Arthur Verona, care era membru fondator.

Picturi care au fost prezente la Expoziția Tinerimii artistice din anul 1907
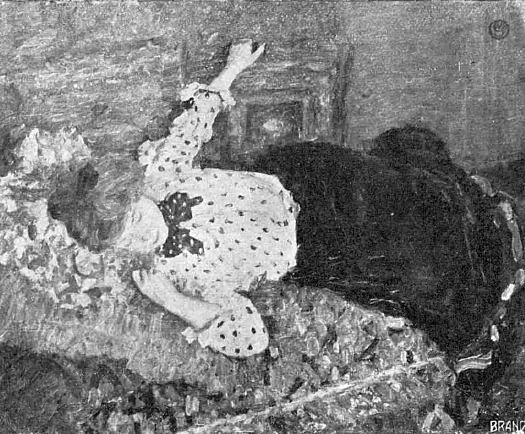
Fată adormită [ George Mărculescu ]
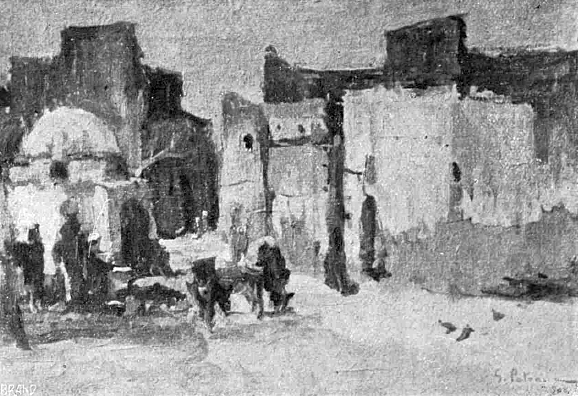
Case din Assouan [ Gheorghe Petrașcu ]
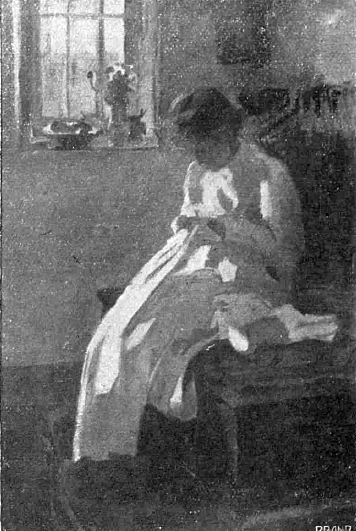
Fată cosând [ Ipolit Strâmbulescu ]
Femei din Chioggia [ Steriadi ]
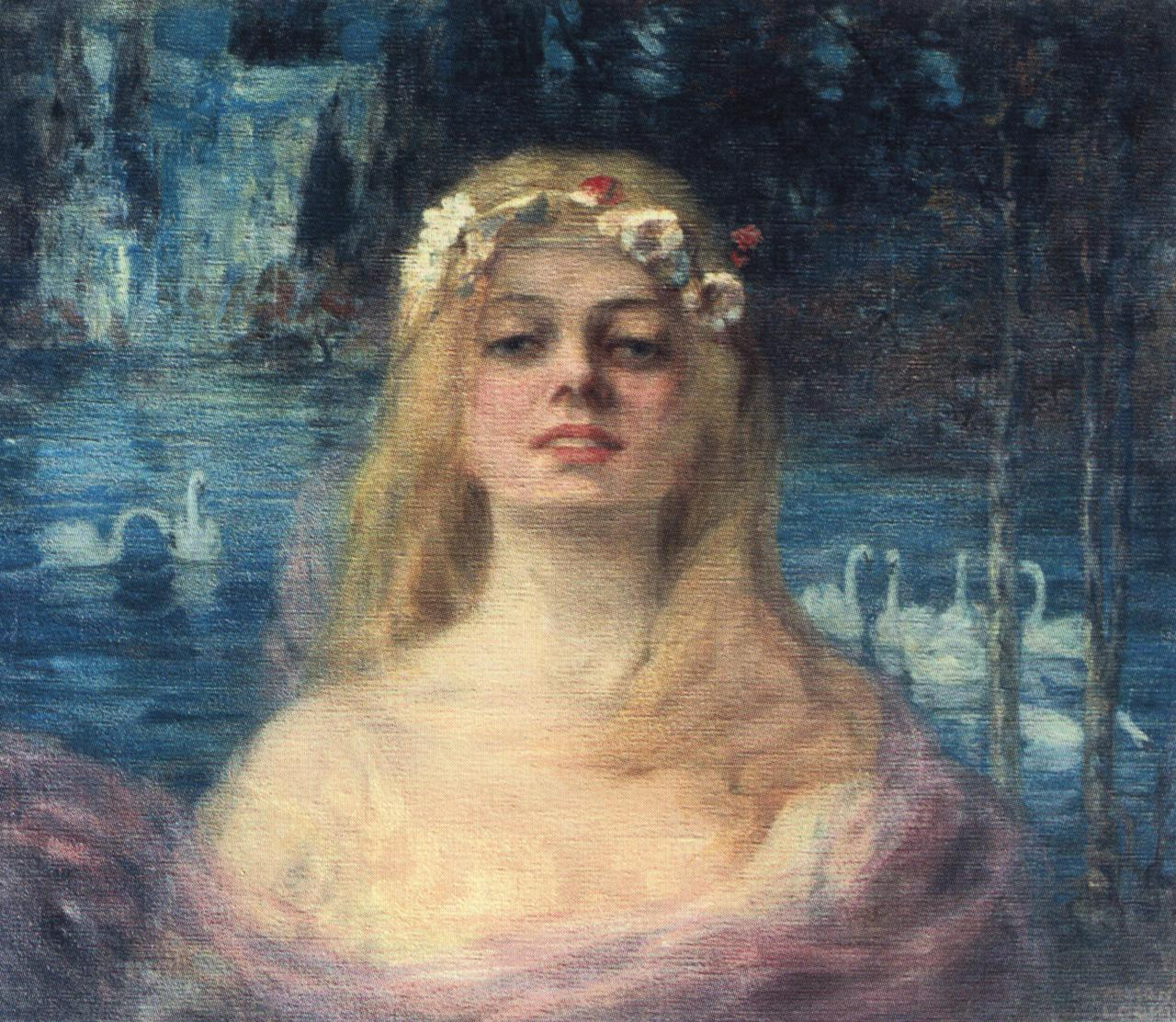
Zâna lacului [ Kimon Loghi ]
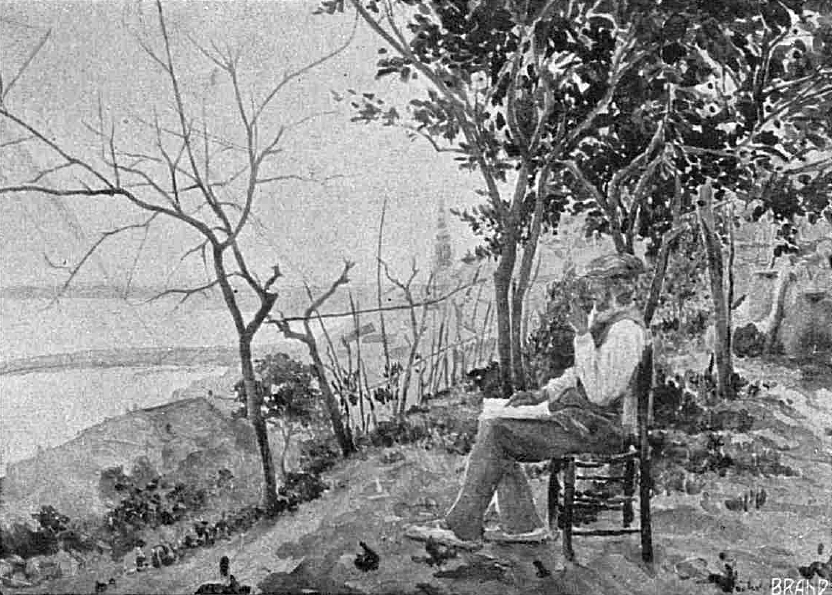
Bătrânul marinar [ Nicolae Grant ]
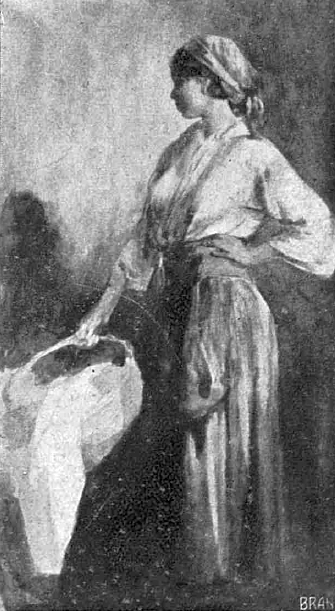
Țiganca [ Nicolae Vermont ]
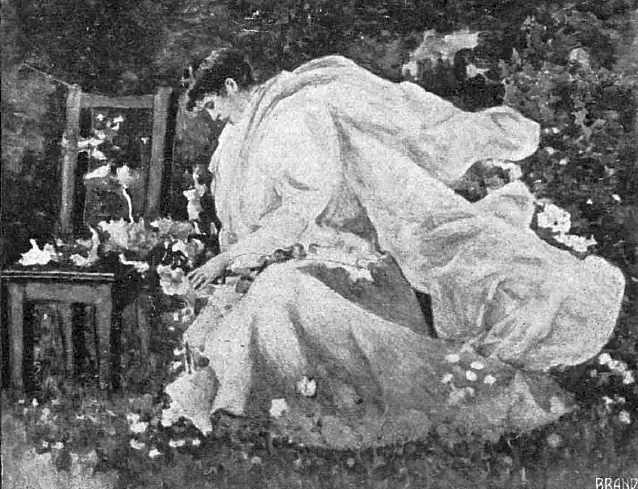
În grădină [ Ștefan Luchian ]

Au existat în presă și critici cu privire la poziția pasivă a membrilor Tinerimii artistice făță de evenimentele sociale din anul 1907. Astfel, George Ranetti[B] l-a criticat pe Ipolit Strâmbu care a expus un tablou care înfățișa un ciobănaș visător și bucălat ce se sprijinea într-o bâtă, în loc să-l prezinte zdrențuit, cu pumnii încleștați, cu o privire sinistră și cu niște buze crispate de un rânjet hidos care să semnifice blestemul. Este cunoscută o astfel de atitudine de eschivare de la înfățișarea frământărilor sociale de către membrii Tinerimii, motivul fiind unul simplu - în rândurile membrilor societari existau fii de moșieri ca Jean Alexandru Steriadi, Eustațiu Stoenescu, Gheorghe Petrașcu, Cecilia Cuțescu-Kunzer, Arthur Verona sau chiar ei erau proprietari de ateliere de sculptură ca Frederic Storck și Oscar Späthe.